# 철로의 백장미
《철로의 백장미》(La Roue)는 프랑스에서 제작된 아벨 갠스 감독의 1922년 영화이다. 아벨 강스 등이 제작에 참여하였다.

## 출연
- Séverin-Mars - Sisif역
- Ivy Close - Norma역
- Gabriel de Gravone - Elie역
- Pierre Magnier - Jacques de Hersan역
- Max Maxudian - Le minéralogiste Kalatikascopoulos역
- Georges Térof - Machefer역
- Gil Clary - Dalilah역

## 같이 보기
- 상영 시간순 영화 목록